# Wiktory 1993
Nagrody Wiktorów za 1993 rok

## Lista laureatów
- Aleksander  Kwaśniewski
- Krzysztof  Mroziewicz
- Zbigniew  Zamachowski
- Kazik Staszewski
- Jan Suzin
- Olga Lipińska
- Tomasz Lis
- Kinga Rusin
- Waldemar Marszałek
- Jerzy Owsiak
- Super Wiktory:
  - Bożena Walter
  - Jerzy Gruza
  - Jerzy Koenig
  - Janusz Gajos